# پیشرانش فضایی

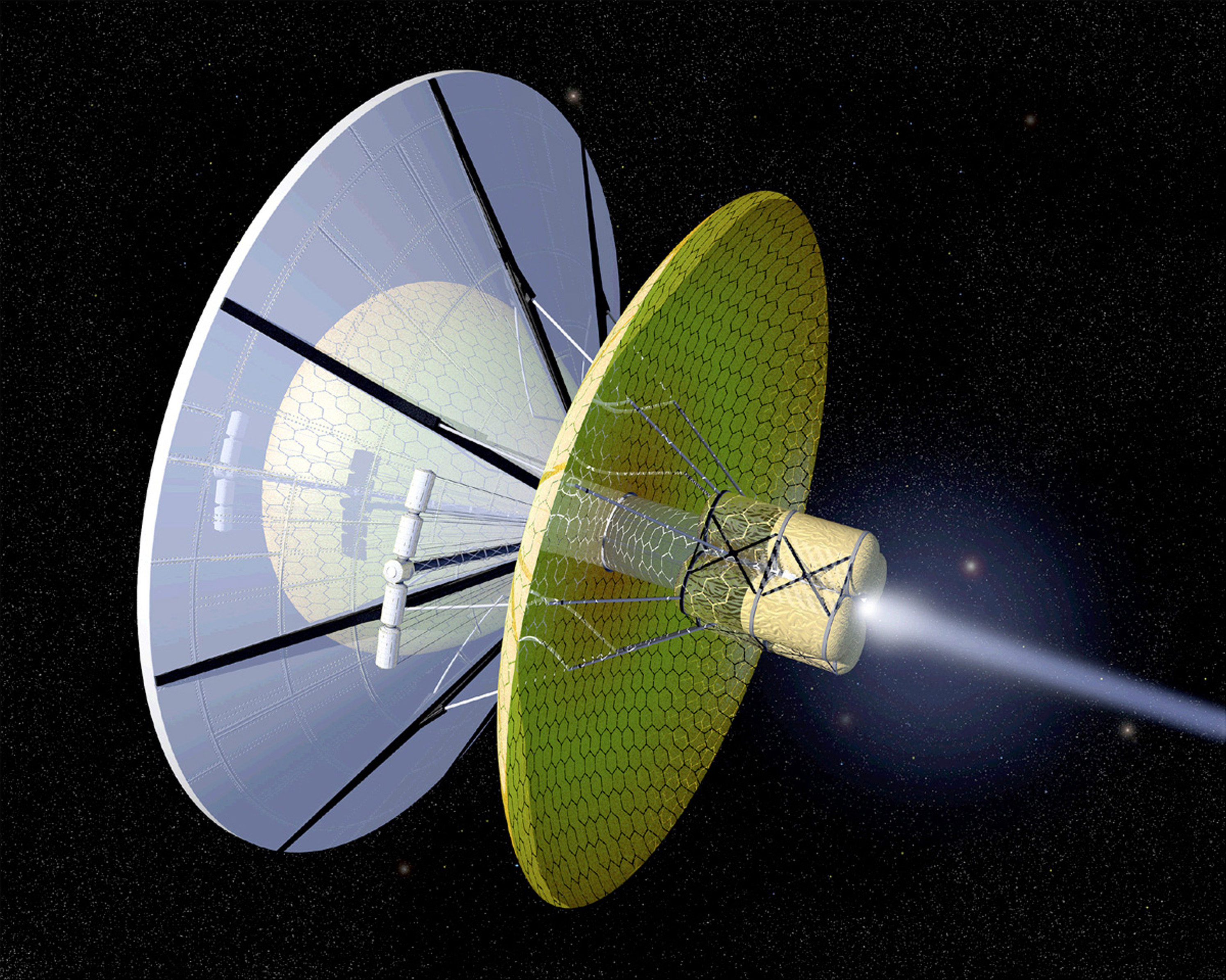
ماهواره فضایی

پیشرانش فضایی هر روشی است که برای شتاب دادن فضاپیماها و ماهواره‌ها استفاده شود. روش‌های مختلفی استفاده می‌شود که هرکدام مزایا و معایب خاص خود را دارند و به‌طور کل پیشرانش فضایی حوزه بسیاری از تحقیقات حال حاضر در مرکز مهم فضایی دنیا می‌باشد که نتیجه این تحقیقات بهبود روش‌های موجود و توسعه روش‌های جدید پیشرانش فضایی می‌باشد. مبنای تولید تراست در بسیاری از این روش‌ها شتاب دادن ذرات و اعمال عکس‌العمل آن در جهت مخالف به خود وسیله بر طبق قانون سوم نیوتن می‌باشد؛ ولی در برخی روش‌های عمدتاً در حال توسعه نیز از انرژی‌های موجود در طبیعت مانند انرژی ذرات بادهای خورشیدی یا انرژی مغناطیسی سیارات برای تولید تراست استفاده می‌شود که مزایای بسیار زیادی نسبت به روش‌های معمول را ارائه می‌دهد.
همه فضاپیماها و ماهواره‌های کنونی از موشک‌های شیمیایی (سوخت جامد و سوخت مایع دوپایهBipropellant یا به ندرا سوخت مایع تک پایه Monopropellant) برای پرتاب به مدار استفاده می‌کنند؛ اگر چه برخی پرتاب‌گرها مانند Spaceship One, Pegasus Rocket از موتورهای هواتنفسی در مرحله اول خود بهره می‌گیرند.
بیشتر ماهواره‌ها از رانشگرهای شیمیایی ساده و قابل اطمینان (اکثراً سوخت مایع تک پایه) یا رانشگرهای الکتریکی مانند جت‌های مقاومتی برای نگهداشت مداری و کنترل وضعیت خود بهره می‌گیرند و برخی نیز از چرخ‌های مومنتومی برای کنترل وضعیت استفاده می‌کنند. فضاپیماهای بین سیاره‌ای نیز از رانشگرهای شیمیایی و الکتریکی برای انجام مأموریت‌های خود بهره می‌گیرند.
استفاده از رانشگرهای الکتریکی در ماهواره‌ها نخستین بار توسط شوروی سابق انجام گرفت. اولین رانشگر مورد استفاده در یک مأموریت فضایی یک رانشگر الکتریکی از نوع پالس پلاسمایی یا PPT بود که در سال ۱۹۶۴ بر روی ماهواره Zond-2 با مأموریت کنترل وضعیت سه محوره به پرواز درآمد. این اولین استفاده از یک رانشگر در فضا بود که زمینه گسترش انواع دیگر رانشگرهای الکتریکی را برای استفاده در مأموریت‌های فضایی پس از آن فراهم کرد. ماهواره‌های غربی نیز پس از آن جهت حفظ موقعیت شمال- جنوب یا NSSK (North-South Station-keeping) خود استفاده از رانشگرهای الکتریکی را آغاز کردند. سال‌ها پس از آن بود که استفاده از رانشگرهای شیمیایی نیز در سیستم پیشرانش ماهواره‌ها آغاز گردید. استفاده از رانشگرهای الکتریکی و شیمیایی در فضاپیماها و ماهواره‌ها تا به امروز ادامه دارد.

## دلیل نیاز ماهواره‌ها و فضاپیماها به سیستم پیشرانش
یک ماهواره پس از آنکه از زمین به مدار پرتاب شود، نیاز دارد تا در مدار مشخص و از قبل تعیین شدهٔ خود قرار گیرد. پس از قرارگیری در مدار خود، احتیاج به کنترل وضعیت خود دارد تا بتواند در جهت مناسب نسبت به زمین، خورشید و در صورت نیاز مأموریتی سایر اجرام سماوی قرار گیرد. ماهواره‌ها در اثر پسای ناشی از لایه نازک اتمسفر نیز قرار دارند، به همین دلیل برای باقی‌ماندن در مدار در زمان طولانی، احتیاج به یک سیستم پیشرانش دارند تا گهگاهی اصلاحات کوچک مداری انجام دهد (نگهداشت مداری). بسیاری از ماهواره‌ها نیاز دارند تا در زمان‌هایی از مداری به مدار دیگر انتقال یابند که این کار نیز مورد نیاز به یک سیستم پیشرانش دارد. در زمانی که ماهواره توانایی اصلاح مدار خود را داشته باشد، عمر کاری آن نیز افزایش می‌یابد.
فضاپیماهایی که برای سفرهای طولانی‌تر نیز ساخته شده‌اند (مانند سفرهای بین سیاره‌ای (Interplanetary)، بین ستاره‌ای (Interstellar) و اعماق فضا (Deep Space))، نیاز به سیستم پیشرانش دارند. آن‌ها نیز مانند ماهواره‌ها به مدار خارج از جو پرتاب می‌شوند ولی پس از آن خود باید قادر باشند تا مدار را ترک کنند و به مسیر مورد نظر بروند. البته به جز روش‌های پیشرانش فضایی معمول، روش‌های جدید دیگری مثل استفاده بادبان خورشیدی (Solar Sail) نیز در حال بررسی‌های گسترده می‌باشند که بسیار مناسب این سفرها می‌باشند.

## مأموریت‌های سیستم پیشرانش
سیستم پیشرانش ماهواره و فضاپیما برای مأموریت‌های مختلف انتقالی و دورانی به کار می‌رود، بسته به اینکه این سیستم برای چه مأموریتی طراحی شود، نوع سیستم پیشرانش، تعداد و چیدمان رانشگرها تغییر می‌کند.
برخی مأموریت‌های انتقالی ماهواره عبارتند از:
- تنظیم مدار جهت اصلاح خطای پرتابگرOrbit Trim
- قراردهی ماهواره در مدارOrbit Insertion
- افزایش ارتفاع مدارOrbit Raising
- تغییر شیب/صفحه مدارOrbit Plane/Inclination Change
- تغییر شکل مدارOrbit Shape Change
- جبران افت ارتفاع و جبران پسا و سایر اغتشاشاتDrag Compensation
- تغییر موقعیت نجومی ماهواره در مدارRepositioning
- حفظ موقعیت نجومی ماهواره در مدارStation-keeping
- حفظ موقعیت ماهواره در منظومه‌های ماهواره‌ایFormation Flying
- خروج از مدار در پایان عمر کاریDe-orbiting

برخی مأموریت‌های دورانی نیز عبارتند از:
- کنترل وضعیتAttitude Control
- مانور وضعیتAttitude Maneuver
- بی بار نمودن چرخ واکنشی به وسیلهٔ خنثی کردن گشتاور ذخیره شدهReaction Wheel Unloading
- مانورهای سیکل محدود جهت حفظ وضعیت در یک بازهLimit Cycles
- تغییر موقعیت محورهای ماهوارهRepositioning the Spacecraft Axes

## انواع روش‌های پیشرانش فضایی
سیستم‌های پیشرانش ماهواره‌ها و فضاپیماها را می‌توان به دو گروه کلی تقسیم کرد:
1. سیستم‌هایی که نیروی جلو برندگی خود را از طرق دیگری به جز شتابدهی ذرات تأمین می‌کنند، به‌طور مثال از انرژی بادهای خورشیدی یا نیروی مغناطیسی سیارات و غیره بهره می‌گیرند. این نوع سیستم‌ها را Non-rocket propulsion نیز می‌نامند.
2. سیستم‌هایی که از شتابدهی ذرات، نیروی جلو برندگی خود را تأمین می‌کنند. این نوع سیستم‌ها را Rocket propulsion نیز می‌نامند.